# Campionato mondiale B maschile di hockey su pista Chatham 2000
Il Campionato del Mondo B 2000 è stata la 9ª edizione del campionato del mondo B di hockey su pista; la manifestazione è stata disputata in Inghilterra dall'11 al 16 dicembre 2000.

La competizione fu organizzata dalla Fédération Internationale de Roller Sports.

Il torneo è stato vinto dalla nazionale inglese per la 1ª volta nella sua storia.

## Prima fase

### Girone A

#### Risultati
| Chatham 12 dicembre 2000 | Macao | 5 – 8 referto | Sudafrica |  |

| Chatham 12 dicembre 2000 | Macao | 3 – 3 referto | Nuova Zelanda |  |

| Chatham 13 dicembre 2000 | Nuova Zelanda | 2 – 1 referto | Sudafrica |  |

#### Classifica
|    | Squadra       | PT | G | V | N | P | GF | GS | Diff. | Note |
| -- | ------------- | -- | - | - | - | - | -- | -- | ----- | ---- |
| 1. | Nuova Zelanda | 4  | 2 | 1 | 1 | 0 | 5  | 4  | +1    |      |
| 2. | Sudafrica     | 3  | 2 | 1 | 0 | 1 | 9  | 7  | +2    |      |
| 3. | Macao         | 0  | 2 | 0 | 0 | 2 | 8  | 11 | -3    |      |

### Girone B

#### Risultati
| Chatham 11 dicembre 2000 | India | 1 – 15 referto | Inghilterra |  |

| Chatham 11 dicembre 2000 | Pakistan | 3 – 31 referto | Uruguay |  |

| Chatham 12 dicembre 2000 | India | 2 – 15 referto | Uruguay |  |

| Chatham 12 dicembre 2000 | Inghilterra | 29 – 1 referto | Pakistan |  |

| Chatham 13 dicembre 2000 | India | 14 – 1 referto | Pakistan |  |

| Chatham 13 dicembre 2000 | Inghilterra | 7 – 0 referto | Uruguay |  |

#### Classifica
|    | Squadra     | PT | G | V | N | P | GF | GS | Diff. | Note |
| -- | ----------- | -- | - | - | - | - | -- | -- | ----- | ---- |
| 1. | Inghilterra | 9  | 3 | 3 | 0 | 0 | 51 | 2  | +49   |      |
| 2. | Uruguay     | 6  | 3 | 2 | 0 | 1 | 46 | 12 | +34   |      |
| 3. | India       | 3  | 3 | 1 | 0 | 2 | 17 | 31 | -14   |      |
| 4. | Pakistan    | 0  | 3 | 0 | 0 | 3 | 5  | 74 | -69   |      |

### Girone C

#### Risultati
| Chatham 11 dicembre 2000 | Austria | 3 – 4 referto | Canada |  |

| Chatham 11 dicembre 2000 | Belgio | 15 – 3 referto | Corea del Sud |  |

| Chatham 12 dicembre 2000 | Austria | 3 – 5 referto | Belgio |  |

| Chatham 12 dicembre 2000 | Canada | 8 – 0 referto | Corea del Sud |  |

| Chatham 13 dicembre 2000 | Austria | 9 – 3 referto | Corea del Sud |  |

| Chatham 13 dicembre 2000 | Belgio | 7 – 3 referto | Canada |  |

#### Classifica
|    | Squadra       | PT | G | V | N | P | GF | GS | Diff. | Note |
| -- | ------------- | -- | - | - | - | - | -- | -- | ----- | ---- |
| 1. | Belgio        | 9  | 3 | 3 | 0 | 0 | 27 | 9  | +18   |      |
| 2. | Canada        | 6  | 3 | 2 | 0 | 1 | 15 | 10 | +5    |      |
| 3. | Austria       | 3  | 3 | 1 | 0 | 2 | 15 | 12 | +3    |      |
| 4. | Corea del Sud | 0  | 3 | 0 | 0 | 3 | 6  | 32 | -26   |      |

### Girone D

#### Risultati
| Chatham 11 dicembre 2000 | Australia | 7 – 9 referto | Giappone |  |

| Chatham 11 dicembre 2000 | Colombia | 2 – 2 referto | Paesi Bassi |  |

| Chatham 12 dicembre 2000 | Australia | 0 – 5 referto | Paesi Bassi |  |

| Chatham 12 dicembre 2000 | Colombia | 5 – 1 referto | Giappone |  |

| Chatham 13 dicembre 2000 | Australia | 2 – 7 referto | Colombia |  |

| Chatham 13 dicembre 2000 | Giappone | 1 – 3 referto | Paesi Bassi |  |

#### Classifica
|    | Squadra     | PT | G | V | N | P | GF | GS | Diff. | Note |
| -- | ----------- | -- | - | - | - | - | -- | -- | ----- | ---- |
| 1. | Colombia    | 7  | 3 | 2 | 1 | 0 | 14 | 5  | +9    |      |
| 2. | Paesi Bassi | 7  | 3 | 2 | 1 | 0 | 10 | 7  | +3    |      |
| 3. | Giappone    | 3  | 3 | 1 | 0 | 2 | 11 | 15 | -4    |      |
| 4. | Australia   | 0  | 3 | 0 | 0 | 3 | 9  | 21 | -12   |      |

## Fase finale

### Girone 13º - 15º posto

#### Risultati
| Chatham 14 dicembre 2000 | Pakistan | 1 – 9 referto | Corea del Sud |  |

| Chatham 15 dicembre 2000 | Australia | 11 – 0 referto | Corea del Sud |  |

| Chatham 16 dicembre 2000 | Australia | 25 – 0 referto | Pakistan |  |

#### Classifica
|    | Squadra       | PT | G | V | N | P | GF | GS | Diff. | Note |
| -- | ------------- | -- | - | - | - | - | -- | -- | ----- | ---- |
| 1. | Australia     | 6  | 2 | 2 | 0 | 0 | 36 | 0  | +36   |      |
| 2. | Corea del Sud | 3  | 2 | 1 | 0 | 1 | 9  | 12 | -3    |      |
| 3. | Pakistan      | 0  | 2 | 0 | 0 | 2 | 1  | 34 | -33   |      |

### Girone 9º - 12º posto

#### Risultati
| Chatham 14 dicembre 2000 | Austria | 3 – 3 referto | Giappone |  |

| Chatham 14 dicembre 2000 | India | 8 – 16 referto | Macao |  |

| Chatham 15 dicembre 2000 | Austria | 9 – 4 referto | Macao |  |

| Chatham 15 dicembre 2000 | Giappone | 17 – 3 referto | India |  |

| Chatham 16 dicembre 2000 | Austria | 17 – 3 referto | India |  |

| Chatham 16 dicembre 2000 | Giappone | 3 – 2 referto | Macao |  |

#### Classifica
|    | Squadra  | PT | G | V | N | P | GF | GS | Diff. | Note |
| -- | -------- | -- | - | - | - | - | -- | -- | ----- | ---- |
| 1. | Austria  | 7  | 3 | 2 | 1 | 0 | 29 | 10 | +19   |      |
| 2. | Giappone | 7  | 3 | 2 | 1 | 0 | 23 | 8  | +15   |      |
| 3. | Macao    | 3  | 3 | 1 | 0 | 2 | 22 | 20 | +2    |      |
| 4. | India    | 0  | 3 | 0 | 0 | 3 | 14 | 50 | -36   |      |

### Fase 1º - 8º posto

#### Tabellone principale
|  | Quarti di finale | Quarti di finale |             |        | Semifinali      | Semifinali      |  |  | Finale      | Finale |
|  |                  |                  |             |        |                 |                 |  |  |             |        |
|  | 14 dicembre      |                  |             |        |                 |                 |  |  |             |        |
|  |                  |                  |             |        |                 |                 |  |  |             |        |
|  | Nuova Zelanda    | 1                |             |        |                 |                 |  |  |             |        |
|  | Nuova Zelanda    | 1                | 15 dicembre |        |                 |                 |  |  |             |        |
|  | Uruguay          | 4                |             |        |                 |                 |  |  |             |        |
|  | Uruguay          | 4                | Uruguay     | 0      |                 |                 |  |  |             |        |
|  | 14 dicembre      |                  | Uruguay     | 0      |                 |                 |  |  |             |        |
|  |                  | Inghilterra      | 8           |        |                 |                 |  |  |             |        |
|  | Inghilterra      | Inghilterra      | 8           | 7      |                 |                 |  |  |             |        |
|  | Inghilterra      |                  | 16 dicembre | 7      |                 |                 |  |  |             |        |
|  | Sudafrica        | 0                |             |        |                 |                 |  |  |             |        |
|  | Sudafrica        | 0                | Inghilterra | 2      |                 |                 |  |  |             |        |
|  | 14 dicembre      |                  | Inghilterra | 2      |                 |                 |  |  |             |        |
|  |                  | Paesi Bassi      | 0           |        |                 |                 |  |  |             |        |
|  | Belgio           | Paesi Bassi      | 0           | 2      |                 |                 |  |  |             |        |
|  | Belgio           | 15 dicembre      |             | 2      |                 |                 |  |  |             |        |
|  | Paesi Bassi      | 4                |             |        |                 |                 |  |  |             |        |
|  | Paesi Bassi      | 4                | Paesi Bassi | 3      | Finale 3º posto | Finale 3º posto |  |  |             |        |
|  | 14 dicembre      |                  | Paesi Bassi | 3      | Finale 3º posto | Finale 3º posto |  |  |             |        |
|  |                  | Canada           | 1           |        |                 |                 |  |  |             |        |
|  | Colombia         | Canada           | 1           | 3      | Uruguay         | 3               |  |  |             |        |
|  | Colombia         |                  |             | 3      | Uruguay         | 3               |  |  |             |        |
|  | Canada           | 4                |             | Canada | 8               |                 |  |  |             |        |
|  | Canada           | 4                |             |        | 8               |                 |  |  |             |        |
|  |                  |                  |             |        |                 |                 |  |  | 16 dicembre |        |
|  |                  |                  |             |        |                 |                 |  |  |             |        |

#### Tabellone 5º - 8º posto
|  | Semifinali    | Semifinali    | Semifinali |          |           | Finale 5º posto | Finale 5º posto | Finale 5º posto |  |
|  |               |               |            |          |           |                 |                 |                 |  |
|  | Nuova Zelanda | Nuova Zelanda | 1          |          |           |                 |                 |                 |  |
|  | Nuova Zelanda | Nuova Zelanda | 1          |          |           |                 |                 |                 |  |
|  | Sudafrica     | Sudafrica     | 3          |          |           |                 |                 |                 |  |
|  | Sudafrica     | Sudafrica     | 3          |          | Sudafrica | Sudafrica       | 0               |                 |  |
|  |               |               |            |          | Sudafrica | Sudafrica       | 0               |                 |  |
|  |               |               | Colombia   | Colombia | 6         |                 |                 |                 |  |
|  | Belgio        | Belgio        | Colombia   | Colombia | 6         | 1               |                 |                 |  |
|  | Belgio        | Belgio        |            |          |           | 1               |                 |                 |  |
|  | Colombia      | Colombia      | 2          |          |           | Finale 7º posto | Finale 7º posto | Finale 7º posto |  |
|  | Colombia      | Colombia      | 2          |          |           |                 |                 |                 |  |
|  |               |               |            |          |           |                 |                 |                 |  |
|  |               |               |            |          |           | Nuova Zelanda   | Nuova Zelanda   | 4               |  |
|  |               |               |            |          |           | Nuova Zelanda   | Nuova Zelanda   | 4               |  |
|  |               |               |            |          |           | Belgio          | Belgio          | 6               |  |

## Classifica finale
|     | Squadra       | G | V | N | P | GF | GS  | Diff. | Note              |
| --- | ------------- | - | - | - | - | -- | --- | ----- | ----------------- |
| 1.  | Inghilterra   | 6 | 6 | 0 | 0 | 68 | 2   | +66   | Campionato A 2001 |
| 2.  | Paesi Bassi   | 6 | 4 | 1 | 1 | 17 | 8   | +9    | Campionato A 2001 |
| 3.  | Canada        | 6 | 4 | 0 | 2 | 28 | 18  | +10   | Campionato A 2001 |
| 4.  | Uruguay       | 6 | 3 | 0 | 3 | 53 | 29  | +24   |                   |
| 5.  | Colombia      | 6 | 4 | 1 | 1 | 25 | 10  | +15   |                   |
| 6.  | Sudafrica     | 5 | 2 | 0 | 3 | 12 | 21  | -9    |                   |
| 7.  | Belgio        | 6 | 4 | 0 | 2 | 36 | 17  | +21   |                   |
| 8.  | Nuova Zelanda | 5 | 1 | 1 | 3 | 11 | 17  | -6    |                   |
| 9.  | Austria       | 6 | 3 | 1 | 2 | 44 | 22  | +22   |                   |
| 10. | Giappone      | 6 | 3 | 1 | 2 | 34 | 23  | +11   |                   |
| 11. | Macao         | 5 | 1 | 1 | 3 | 30 | 31  | -1    |                   |
| 12. | India         | 6 | 1 | 0 | 5 | 31 | 81  | -50   |                   |
| 13. | Australia     | 5 | 2 | 0 | 3 | 45 | 21  | +24   |                   |
| 14. | Corea del Sud | 5 | 1 | 0 | 4 | 15 | 44  | -29   |                   |
| 15. | Pakistan      | 5 | 0 | 0 | 5 | 6  | 108 | -102  |                   |